# San Diego FC
San Diego Football Club är en amerikansk fotbollsklubb från staden San Diego i Kalifornien. Laget spelar i USA:s högsta division MLS.
Klubben grundades 2023 och spelar sin första säsong i MLS 2025. De spelar sina hemmamatcher på Snapdragon Stadium.